# Grez-Neuville

Grez-Neuville este o comună în departamentul Maine-et-Loire, Franța. În 2009 avea o populație de 1,500 de locuitori.